# Casa na Rua da Igreja n.º 4, Messejana
A Casa na Rua da Igreja n.º 4, Messejana, igualmente conhecida como Casa nobre na Rua da Igreja, é um edifício histórico na vila de Messejana, no Município de Aljustrel, na região do Alentejo, em Portugal.

## Descrição e história
O imóvel consiste num edifício residencial de dois pisos, situado na Rua da Igreja, no centro da vila, e nas imediações do Pelourinho e da Igreja Matriz. O edifício integra-se no estilo vernacular da região, com motivos decorativos de inspiração barroca, compostos por argamassas em relevo e coloridas, sobre os vãos do piso térreo, formando desenhos de volutas e concheados.
O edifício foi provavelmente construído no século XVII, embora as referências mais antigas à sua presença datem de  1762, sendo então parte de um conjunto de casas que pertenciam a Manuel Afonso, pároco de Mértola que residia em Messejana. Na centúria seguinte foi alvo de grandes obras de remodelação, durante as quais foram provavelmente instalados os elementos decorativos barrocos na fachada. Em 16 de Janeiro de 2003, foi proposta a sua classificação por parte da autarquia, mas este processo foi rejeitado pela Direcção Regional de Cultura do Alentejo, por considerar que não era de valor nacional, tendo o despacho de cancelamento sido emitido em 28 de Novembro de 2008.